# 안드리 프로첸코
안드리 올렉시요비치 프로첸코(우크라이나어: Андрій Олексійович Проценко, 1988년 5월 20일~)는 우크라이나의 육상 선수로 주 종목은 높이뛰기이다. 올림픽에 3회(2012, 2016, 2020) 참가했으며 2022년 세계 육상 선수권 대회 남자 높이뛰기 종목에서 동메달을 획득했다.